# Communauté de communes de Pont-Audemer
La communauté de communes de Pont-Audemer est une ancienne communauté de communes française, située dans le département de l'Eure et dans la région Normandie.

## Histoire
Supplantée le 1er janvier 2017 par la communauté de communes de Pont-Audemer Val de Risle.
La communauté de communes de Pont-Audemer est créée le 1er janvier 1996. Son territoire s'inscrit dans le même espace et compte le même nombre de communes que le canton de Pont-Audemer d'avant la réforme de 2015.

## Composition
Elle regroupe 14 communes :
| Commune                    | Population 1999 | Code postal | Code INSEE |
| -------------------------- | --------------- | ----------- | ---------- |
| Campigny                   | 803             | 27500       | 27126      |
| Colletot                   | 110             | 27500       | 27163      |
| Corneville-sur-Risle       | 1 170           | 27500       | 27174      |
| Fourmetot                  | 552             | 27500       | 27263      |
| Manneville-sur-Risle       | 1 028           | 27500       | 27385      |
| Pont-Audemer               | 8 981           | 27500       | 27467      |
| Les Préaux                 | 417             | 27500       | 27476      |
| Saint-Germain-Village      | 1 528           | 27500       | 27549      |
| Saint-Mards-de-Blacarville | 756             | 27500       | 27563      |
| Saint-Symphorien           | 322             | 27500       | 27606      |
| Selles                     | 396             | 27500       | 27620      |
| Tourville-sur-Pont-Audemer | 554             | 27500       | 27655      |
| Toutainville               | 1 013           | 27500       | 27656      |
| Triqueville                | 281             | 27500       | 27662      |